# ゼッケン

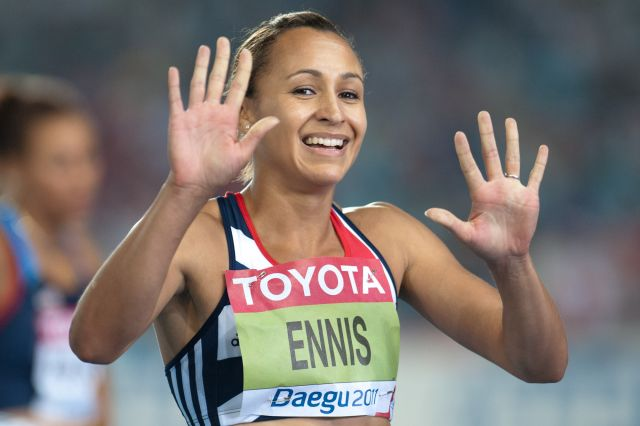
陸上競技（ジェシカ・エニス＝ヒル）

ゼッケンとは、スポーツや各種イベント、災害時などに個体やグループの識別を目的として着装する用具の日本での呼称。
スポーツなどではナンバー（number）あるいはビブ（bib）やビブス（bibs）が一般的になりつつある。

## ゼッケンとビブス

### ゼッケン

#### 語源
「ゼッケン」という語は、一説にはドイツ語で「覆う」という意味の"Decken"（デッケン）に由来するとされている。このDecken"（デッケン）は馬術や競馬において、馬の鞍の下に敷く番号を記した毛布のことを言った。
他の説では同じくドイツ語の「目印」を意味する"Zeichen"（ツァイヒェン）の綴りをローマ字読みしたもの、たとえば「ゼイチェン」という読みから転訛したのだともいわれている。
上記以外にも、ドイツ語の"Säckchen"や"Sequens"、イタリア語の"zechin（zecchino）"、ノルウェー語あるいは和製外国語という説もある。

#### 種類

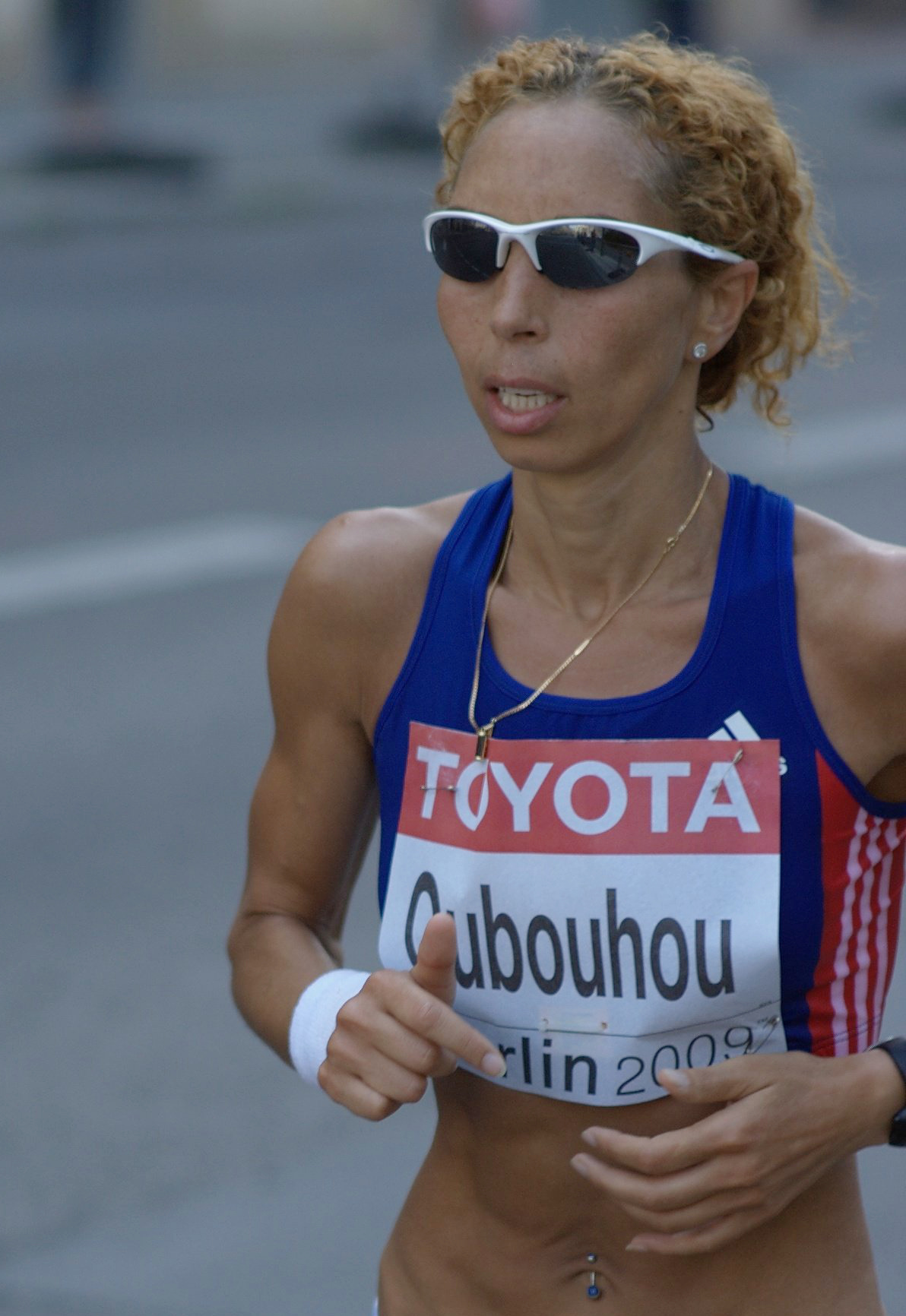
マラソン

- 布
大量生産で数字などを印刷した白い布をユニフォームに縫い合わせるもの。ラグビーや高校野球などで使われることが多い。1回ごとに番号が異なる陸上競技では、安全ピンを用いることもある。

- 着色生地
色をつけた布地を望む型に切り取り、ユニフォームに縫い付けたり接着剤で貼り付けたりしたもの。柔軟性に欠けるが、プロやアマチュアの野球用ユニフォームでは好んで採用される。多くはチームのロゴと意匠とを共通させたデザインを用い、縁取りのため色の異なる生地を重ね合わせたゼッケンも多く見られる。

- 転写フィルム
合成樹脂製のフィルムを望む型に切り、貼り付けたもの。安価にて一点ものを作ることもできるため背番号と選手の名前を一括してデザインする際に採用される。また、汗の蒸発を阻害しないように網目や線入り加工を施すことも容易である。サッカーやバスケットボール用ユニフォームでは一般的。ただしバレーボール用ユニフォームでは、レシーブ時などにフィルムが床に引っかかる（オイルステインの集成板にワックス処理であり貼り付いてしまう）のを嫌い生地ゼッケンが使われている。

- ビブス型ゼッケン
着用するタイプのゼッケン。

 ウィキメディア・コモンズには、ビブス型ゼッケンに関するカテゴリがあります。

### ビブス

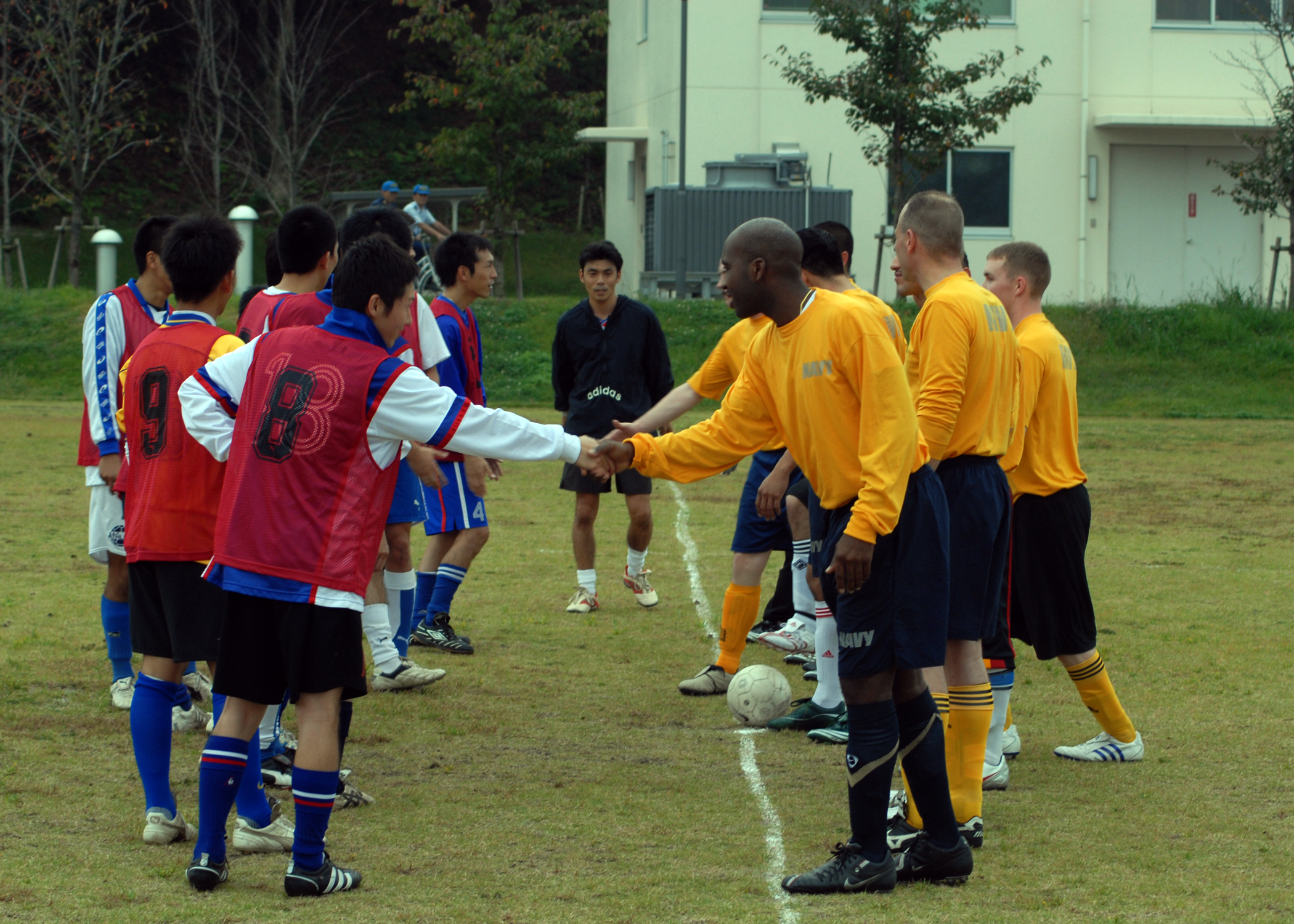
ビブス（サッカー）

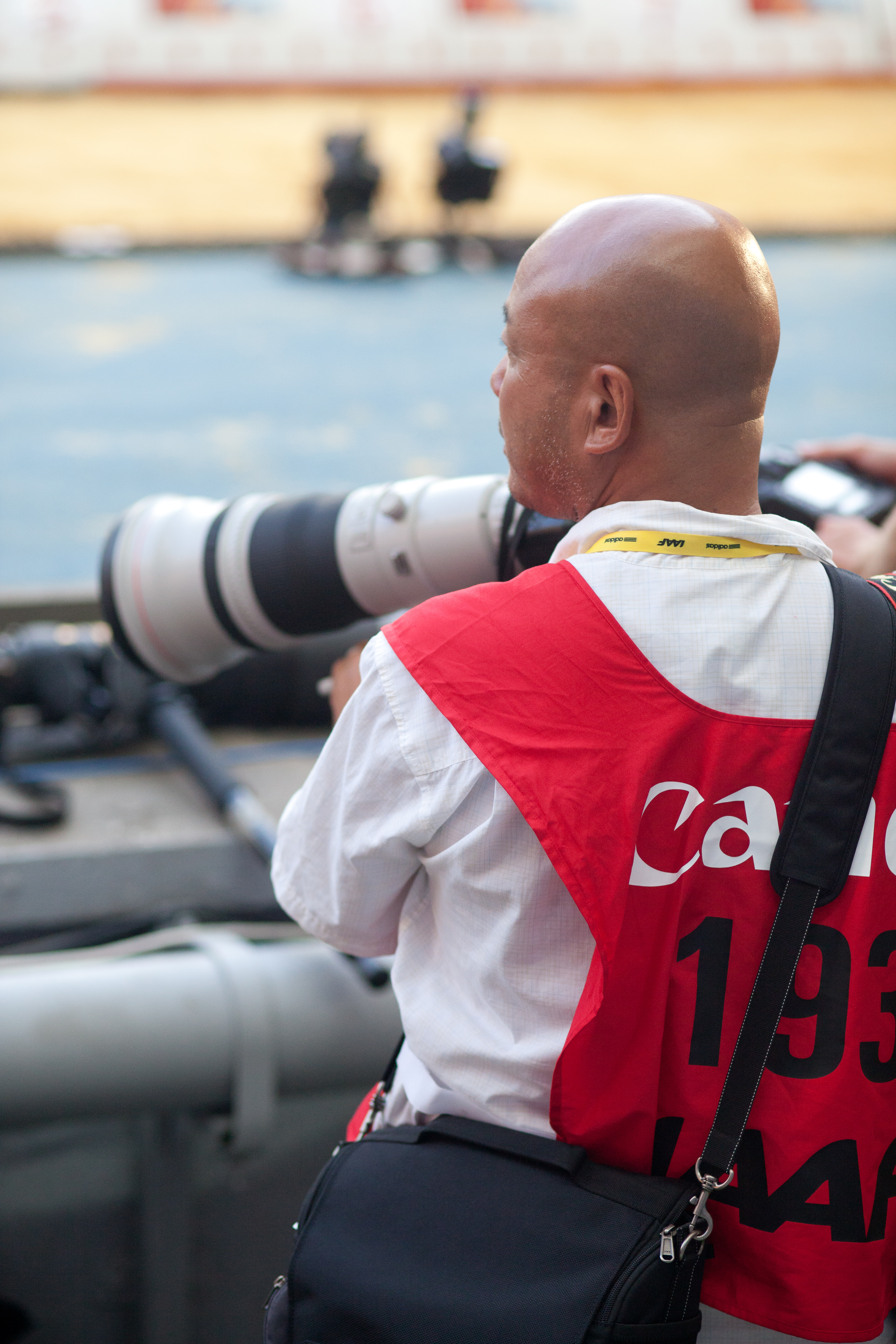
フォトグラファー

あらかじめ数字などが印刷されたビブス状または布に肩紐などがついたものを、ユニフォームの上に着用するタイプのゼッケン。薄手でメッシュ状のものもある。
- 駅伝など - ゼッケンの表示が厳密に定められつつ直前に出場者の交替がありえる競技で用いられる。
- 一般に開放された市民マラソンなど - 簡易に参加者を識別するために用いられる場合も多い。
- バスケットボールやサッカーの練習 - チーム内での紅白戦を行うときにも、練習着や体操着の上から着用するかたちでよく用いられる。
- 日本の中学・高校バレーボールではリベロ用ユニフォームの代用として「L」と書かれたビブスを使用できる。
- 競技場においてフィールド内での撮影許可を受けた報道フォトグラファーの識別にも使用される。

### その他の識別の用具
- 帽子・ヘルメット等
水球の帽子、サイクルロードレースや競輪で用いられるヘルメットカバーなどもこの類に当てることができる。競馬やドッグレースなど動物が行う競技にも使用される。
- 腕章

## 主な用途

### スポーツ
- 陸上競技 - 公式の名称は「ナンバーカード」であり、日本陸連の公認サイズは縦20cm×横24cmである。

### 災害時
災害時に支援のためにゼッケン、ビブスを用いることがある。
- 対応職員の所属や職種の確認[3]
- 災害時の避難施設での要配慮者・要支援者の確認[4]